# Lambert de Bruges
Lambert de Bruges (né à Bruges et mort le 17 mai  1207) est un prélat belgo-français du XIIe siècle et du début du XIIIe siècle.
Lambert, dont le nom de famille n'est pas connu, est chancelier de l'archevêché de Reims, quand il passa au siège épiscopal de la Morinie en 1191.